# Casa de Can Vanover
Casa de Can Vanover és una casa del municipi de Cabanes (Alt Empordà) inclosa en l'Inventari del Patrimoni Arquitectònic de Catalunya.

## Descripció
Situat dins del nucli urbà de la població de Cabanes, al bell mig del terme, formant cantonada entre el carrer Canal i el carrer Espolla.

Edifici cantoner de planta rectangular, format per dos cossos adossats. El cos principal presenta la coberta de teula d'un sol vessant i està distribuït en planta baixa, dos pisos i golfes.

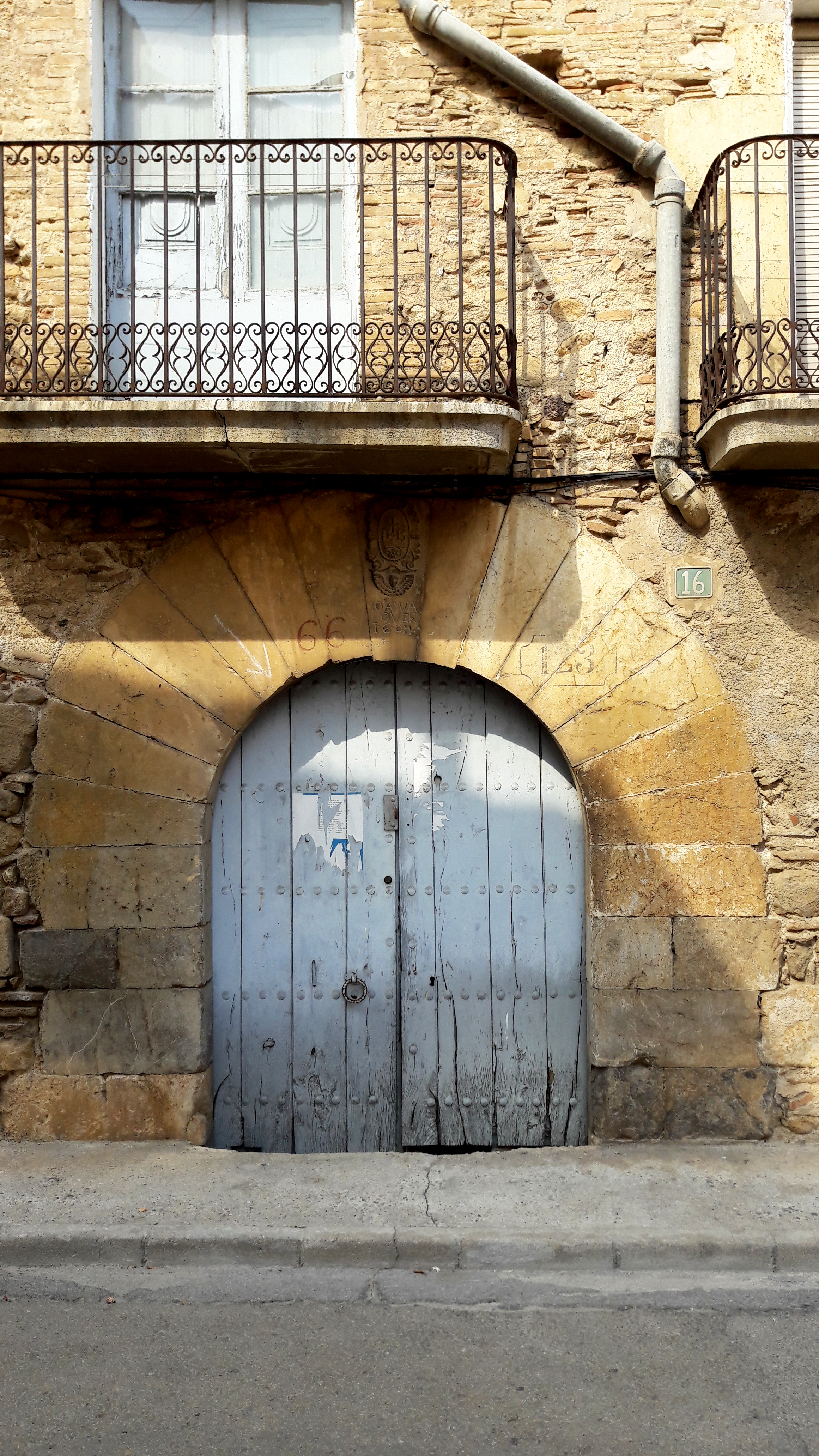
Portal

 A la planta baixa presenta un gran portal d'accés d'arc de mig punt adovellat amb grans peces. A la dovella clau hi ha un escut decorat i gravat amb una creu i les inicials "IHS" al centre. Sota seu, gravada a la pedra, la inscripció "IOA : VANOVER 1604". Al pis hi ha tres balcons exempts, dels que destaca el de l'extrem de llevant, bastit amb carreus de pedra i la llinda plana gravada amb la data 1604 i una creu central. Les obertures de la segona planta són finestres balconeres amb baranes de ferro i bastides amb maons. A les golfes hi ha una galeria d'arcs de mig punt, sostinguts per pilars quadrats i bastits amb maons.
La construcció és bastida amb pedres de diverses mides, desbastades i sense treballar, amb diverses refeccions al parament bastides amb maons.

## Història
El carrer del Canal suposa el primer eixample urbà de la vila durant el segle xviii. Tot i que aquesta és una casa de principis del segle xvii, els dos pisos i les golfes es varen afegir al segle xix.
A la dovella central hi ha gravada la data en què fou bastida la casa: 1604.